# Carlton Myers
Carlton Ettore Francesco Myers (* 30. März 1971 in London, Vereinigtes Königreich) ist ein ehemaliger italienischer Basketballspieler. Myers, dessen Vater aus dem Karibikstaat St. Vincent und die Grenadinen stammt und der in den ersten neun Jahren seines Lebens in London aufwuchs, gehört neben Weitspringerin Fiona May zu den erfolgreichsten italienischen Sportlern afro-karibischer Abstammung und ist ein prominenter Kritiker des unter italienischen Sportanhängern teils weit verbreiteten Rassismus'. Seine Wahl zum Flaggenträger der italienischen Mannschaft bei den Olympischen Spielen 2000 wurde allgemein als Zeichen gegen diesen Rassismus aufgefasst.

## Karriere

### Vereinsebene
Myers begann seine Profikarriere in der Serie A2 bei Marr Rimini, wo er von 1988 bis 1992 spielte. Anschließend wechselte er in die Serie A1 zu Scavolini Pesaro, wo er schon bald Topscorer der Mannschaft wurde. Während des folgenden Jahrs, in dem er eine weitere Saison in der Serie A2 für Rimini absolvierte, stellte er mit 87 Punkten in einem Spiel einen noch immer gültigen Rekord im italienischen Profibasketball auf. Von 1995 bis 2001 spielte Myers für Fortitudo Bologna. In dieser Zeit gewann er die italienische Meisterschaft (2000), deren Finale er mit Fortitudo fünfmal erreichte, sowie den italienischen Pokal (1998), außerdem erreichte er im letzten Jahr das Halbfinale der EuroLeague.
Die nächsten drei Jahre spielte Myers bei Pallacanestro Virtus Roma. Anfang 2004 wurde er der erst dritte Spieler (nach Antonello Riva und Oscar Schmidt), der in der Serie A mehr als 10.000 Punkte erzielen konnte. Nachdem Myers in der Saison 2004/05 für Montepaschi Siena und kurz in Spanien für Fórum Valladolid spielte, steht er seit 2005 wieder für Scavolini Pesaro unter Vertrag. Mit diesem Verein stieg er 2007 in die Serie A1 auf. 2009 kehrte er zu seinem italienischen Stammverein aus Rimini zurück, wo er seine professionelle Karriere begonnen hatte, und spielte noch einmal eine Spielzeit in der zweiten italienischen Liga LegADue.

### Nationalmannschaft
Mit der italienischen Nationalmannschaft nahm Myers an den Europameisterschaften 1993, 1997 und 1999 teil. Er war dabei jedes Mal Topscorer der Italiener und führte die Mannschaft 1997 zur Silber- sowie 1999 zur Goldmedaille.
Außerdem spielte er auch bei der Weltmeisterschaft 1998 und den Olympischen Spielen 2000 für Italien und erreichte dabei den 6. bzw. 5. Platz. Beim olympischen Turnier war er zudem Flaggenträger der italienischen Mannschaft und erneut bester Scorer ihrer Basketballabteilung. Insgesamt erzielte Myers für Italien 1.825 Punkte in 131 Länderspielen.

## Erfolge

### Auf Vereinsebene
- 1 italienische Meisterschaft: 2000
- 1 italienischer Pokal: 1998
- 1 italienischer Supercup: 1998

### Auf Nationalmannschaftsebene
- Europameister 1999, Europameisterschafts-Finalist 1997

### Persönliche Bestmarken
- höchste Punktzahl eines Spielers in einem EuroLeague-Spiel: 41 (am 7. März 2001 gegen Real Madrid)
- höchste in einem Spiel des italienischen Profibasketballs von einem Spieler erzielte Punktzahl: 87 (am 26. Januar 1995 gegen Libertas Udine)
- drittbester Scorer der Serie A1: 11.320 Punkte (zum Ende der Spielzeit 2008/09)[2]